# Un Certain Regard
Un Certain Regard (dt. „Ein gewisser Blick“) ist eine Sektion der Internationalen Filmfestspiele von Cannes. Sie wurde 1978 vom damaligen Generalbeauftragten des Festivals, Gilles Jacob, eingeführt, um Filme zu fördern, die zu „untypisch“ für den Hauptwettbewerb des Filmfestivals und deren Macher deswegen oft nur wenig bekannt sind. Gezeigt werden jährlich bis zu 20 Filme.

## Prix Un Certain Regard
Der Hauptpreis der Sektion, der Prix Un Certain Regard, wurde 1998 eingeführt und ist mit einem Preisgeld verknüpft, das für die Verbreitung des Siegerfilms in Frankreich verwendet wird. Seit 2005 ist der Preis mit 30.000 Euro dotiert, die von der Fondation Groupama Gan pour le cinéma vergeben werden.
Die bisherigen Preisträger sind:
- 1998: Killer (Tueur à gages) von Dareschan Omirbajew
- 1999: Beautiful People von Jasmin Dizdar
- 2000: Gefühle, die man sieht – Things You Can Tell (Things You Can Tell Just by Looking at Her) von Rodrigo García
- 2001: Amour d'enfance von Yves Caumon
- 2002: Blissfully Yours (Sud sanaeha) von Apichatpong Weerasethakul
- 2003: Die besten Jahre (La meglio gioventù) von Marco Tullio Giordana
- 2004: Moolaadé – Bann der Hoffnung (Moolaadé) von Ousmane Sembène
- 2005: Der Tod des Herrn Lazarescu (Moartea domnului Lăzărescu) von Cristi Puiu
- 2006: Luxusauto (chinesisch 江城夏日, Jiang cheng xia ri) von Wang Chao
- 2007: California Dreamin’ von Cristian Nemescu
- 2008: Tulpan von Sergei Dworzewoi
- 2009: Dogtooth (Κυνόδοντας) von Giorgos Lanthimos
- 2010: Ha ha ha von Hong Sang-soo
- 2011: Halt auf freier Strecke von Andreas Dresen und Arirang – Bekenntnisse eines Filmemachers von Kim Ki-duk
- 2012: Después de Lucía von Michel Franco
- 2013: Das fehlende Bild (L’image manquante) von Rithy Panh
- 2014: Underdog von Kornél Mundruczó
- 2015:	Sture Böcke (Hrútar) von Grímur Hákonarson
- 2016: Der glücklichste Tag im Leben des Olli Mäki (Hymyilevä mies) von Juho Kuosmanen
- 2017: A Man of Integrity (لِرد / Lerd) von Mohammad Rasulof
- 2018: Border von Ali Abbasi
- 2019: Die Sehnsucht der Schwestern Gusmão von Karim Aïnouz
- 2021: Die Fäuste gelockert (Разжимая кулаки) von Kira Kowalenko[1][2]
- 2022: Les pires von Lise Akoka und Romane Gueret
- 2023: How to Have Sex von Molly Manning Walker
- 2024: Black Dog – Weggefährten von Guan Hu[3]